# Palloptera trimacula
Palloptera trimacula är en tvåvingeart som först beskrevs av Johann Wilhelm Meigen 1826.  Palloptera trimacula ingår i släktet Palloptera och familjen prickflugor. Inga underarter finns listade i Catalogue of Life.